# Les Jeux de la comtesse Dolingen de Gratz
Les Jeux de la comtesse Dolingen de Gratz és una pel·lícula dramàtica de fantasia francesa del 1981 escrita i dirigida per Catherine Binet i protagonitzada per Carol Kane.
La pel·lícula es va presentar a la competició principal del 38a edició de la Mostra Internacional de Cinema de Venècia.

## Argumentt
A París, una jove, Louise Haines-Pearson, visita la seva amiga Nena, allitada. Li diu que acaba d'escriure un llibre sobre la història d'una nena amb problemes dels seus sentits, potser per la tirania exercida per la seva mare i que pateix l'absència del seu pare. Louise es reconeix en les dificultats d'aquesta nena, i se sent profundament afectada per la indiferència del seu marit.

## Repartiment
- Carol Kane com a Louise Haines-Pearson
- Michael Lonsdale com a Bertrand Haines-Pearson
- Marina Vlady com la mare de la nena
- Marilú Marini com la comtessa Dolingen de Gratz / la criada
- Robert Stephens com a professor
- Roberto Plate com el viatger / el lladre / el foraster
- Katia Wastchenko com la nena
- Emmanuelle Riva com a convidada

## Producció
Katia Wastchenko recorda la realització de la pel·lícula com "una experiència agradable" i descriu Binet i la resta de la tripulació com "molt amables". Tot i que no havia llegit 'Sombre Printemps' i era, als 12 anys, "massa jove per tenir curiositat o interessar-se per la vida d'Unica Zürn", Wastchenko va dir que Binet "va prendre el temps d'explicar-li el context de les "escenes més sensuals", i la va ajudar a apropar-se al paper confiant alguns dels seus propis records d'infància.

## Premis
Va guanyar una menció especial a la II edició de la Mostra de València de 1981.